# Pueblo japonés
Los japoneses o nipones (日本人, Nihonjin, Nipponjin) son el grupo étnico que se identifica bajo la cultura de Japón así como con su descendencia. En cuestiones más generales el término se refiere a todo aquel individuo que cuenta con la ciudadanía japonesa. En todo el mundo, aproximadamente 130 millones de personas son de ascendencia japonesa; de estos cerca de 127 millones residen en Japón. La gente de ascendencia japonesa que vive en otros países recibe el nombre de nikkeijin (日系人). El término de "pueblo japonés" también puede ser usado en algunos contextos para referirse a otros grupos étnicos tales como los yamato, el grupo más numeroso, los ryukyuenses y los ainu, minoritarios.

## Cultura japonesa en Japón

### Lenguaje
Artículo principal: Idioma japonés
El japonés es la lengua materna de la gran mayoría de los japoneses del mundo. Es la principal de las lenguas japónicas que a menudo es tratada como una lengua aislada, aunque también está relacionada con la lengua okinawana (ryukyuense). El japonés tiene un sistema de escritura tripartita basado en caracteres chinos. Los japoneses nativos usan principalmente el japonés en la interacción cotidiana.

### Religión
Artículo principal: Religión de Japón
La religión japonesa ha sido principalmente de naturaleza sincrética, combinando elementos del budismo y el sintoísmo. El sintoísmo, una religión politeísta sin libro de cánones religiosos, es la religión folclórica nativa de Japón. El sintoísmo (o shinto) fue uno de los motivos principales que sostenían el derecho al trono de la familia imperial japonesa. El budismo mahayana llegó a Japón en el siglo VI y evolucionó en muchas sectas diferentes. 
Hoy en día la forma del budismo más difundida entre los japoneses es el Jodo Shinshu, secta fundada por Shinran. De acuerdo a The World Factbook y al Reporte Internacional de Libertad Religiosa de 2006, la mayoría de los japoneses (del 84% al 96%) se identifican con el budismo.

## Diáspora

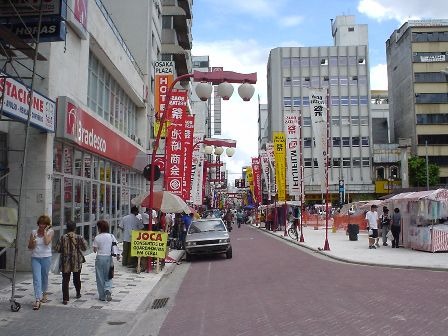
Liberdade (São Paulo) aglutina a la mayor comunidad japonesa del mundo fuera de Japón.

Existen importantes colectividades japonesas en paises como Estados Unidos, Brasil y Perú. La mayor comunidad japonesa en el extranjero se encuentra en Brasil.